# 克里特公牛

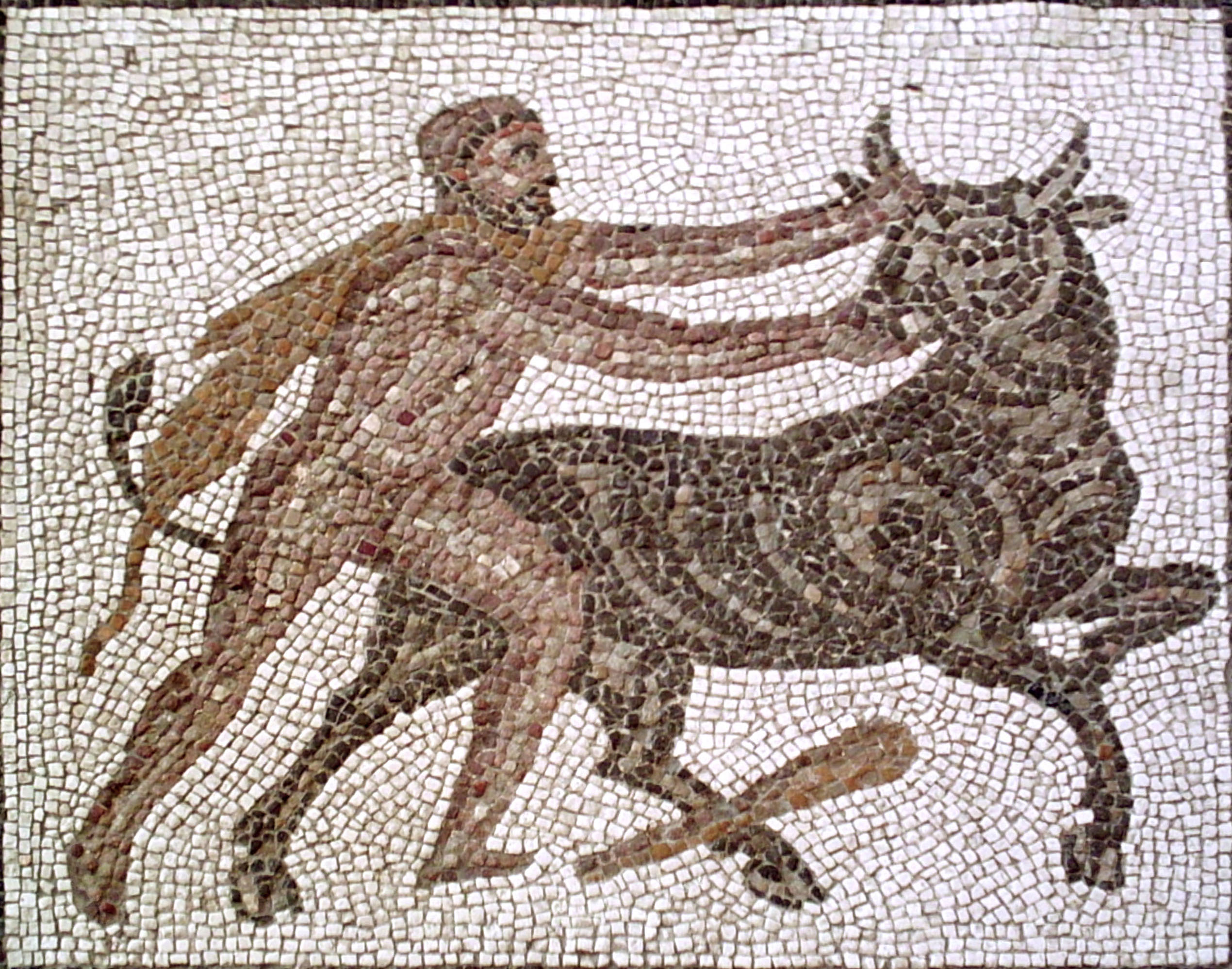
古罗马时期的马赛克：赫剌克勒斯捕捉克里特公牛

克里特公牛（希腊语：Ταύρος της Κρήτης），又稱作马拉松野牛，是希腊神话中的一头神牛。

## 在克里特
克里特国王弥诺斯在即位前曾與兄弟發生王位之争。他宣稱由自己获得王位乃是出自神意，因此他想要什么，神就会赐给他什么。为了证明这一点，弥诺斯请求海神波塞頓赐给他一头纯白色的公牛，以使他可以把这头牛作为祭品回献给波塞頓。结果波塞頓真的从海上送给他这样一头牛，此即克里特公牛。因为这头牛十分漂亮，后来弥诺斯竟违背了原来的诺言将其藏匿起来，而献祭了另外一头去蒙骗波塞頓。波塞頓大怒，就使弥诺斯的妻子帕西淮疯狂地爱上了克里特公牛。帕西淮在著名的建筑师代达罗斯的帮助下，化装成一头母牛，但因其伪装太过逼真，克里特公牛与伪装成母牛的帕西淮交配，生下了怪物弥诺陶洛斯。
波塞冬又使公牛发疯，横行于克里特乡间，造成很大危害。后来大英雄海格力斯路过克里特岛时抓住了这头能喷火的神牛，并把它带回迈锡尼献给国王歐律斯透斯（海格力斯命中注定要为欧律斯透斯服役，并完成十二项任务）。欧律斯透斯在承认此项任务已被完成之后又放掉了公牛（一说，欧律斯透斯释放克里特公牛的原因是赫拉拒绝接受此牛作为献给她的祭品）。
捕捉克里特公牛是海格力斯的第七项（或第八项）功绩。

## 在马拉松
根据阿提卡的神话，克里特公牛后来又到了马拉松。此牛又在那里造成很大破坏。弥诺斯的儿子安德洛革俄斯正好在雅典参加泛雅典娜竞技会，雅典国王埃勾斯嫉妒他在所有项目上都获得冠军，遂命他前去捕杀野牛。结果安德洛革俄斯被野牛杀死。弥诺斯怒而进攻雅典，大败雅典人，并迫使雅典每年向克里特进贡七对童男童女以供弥诺陶洛斯食用。
为害乡间的野牛最后由埃勾斯之子忒修斯杀死。忒修斯在前去与野牛战斗前曾在一村庄过夜，受到一位名叫赫卡勒的老妇人的热情接待。后来忒修斯杀死马拉松野牛后又路过该村庄，发现赫卡勒已经去世。为了纪念她，忒修斯建立了一座祭坛。
马拉松野牛最终被忒修斯献祭给了德尔斐的阿波罗神庙。

## 资料来源
- 《古希腊罗马神话鉴赏辞典》，吉林出版社，ISBN 7-206-04846-3
- 《世界神话辞典》，辽宁人民出版社，ISBN 7-205-00960-X
- 《神话辞典》，（苏联）M·H·鲍特文尼克等，统一书号：2017·304